# ادگار ماناس
ادگار ماناس (ارمنی: Էտկար Մանաս؛ انگلیسی: Edgar Manas)؛ ۱۲ آوریل ۱۸۷۵ – ۹ مارس ۱۹۶۴) یک آهنگساز، رهبر ارکستر، موسیقی‌شناسی ارمنی‌تبار اهل امپراتوری عثمانی بود. وی یکی از سه سازنده سرود ملی ترکیه است که آن را برای اجرای ارکستر تنظیم نمود.

## زندگی‌نامه
پدر وی آلکساندر ماناس مترجم ارشد مدیریت اداره بدهی دولت عثمانی بود. خانواده وی احتمالاً اصالتاً اهل «کایسری» (قیصریه کنونی) باشند که مبدأ آن مرتبط به میانه سده ۱۶ میلادی است. رافائل میناس (ح. ۱۷۱۰–۱۷۹۰) نقاش رسمی دربار امپراتوری عثمانی بود.

## ابتدای زندگی
ادگار ماناس در تاریخ ۱۲ آوریل ۱۸۷۵ در شهر کنستانتینوپل (استانبول کنونی) به دنیا آمد. ذوق هنری باعث شد که ادگار جوان در سن ۱۳ سالگی راهی ایتالیا کند تا در کالج موراد-رافائلیان واقع در صومعه ارمنی جزیره سن لازار رشته تجارت بیاموزد. هنگامی که در ونیز بود همچنین درس‌های پیانو را زیر نظر پروفسور «ترولینی» فرا گرفت. در سال ۱۸۹۴ به محض فارغ‌التحصیل شدن به زادگاهش بازگشت. به رهبری دسته سرایندگان «گروه کر گوقتان» (به ارمنی: Գողթան երգչախումբ) کلیسای ارمنی شهر استانبول برگزیده شد که تا سال ۱۹۵۷ به مدت بیست سال این سمت را برعهده داشت. در سال ۱۹۱۲ ماناس acquaintance را از کومیتاس وارداپت، بنیان‌گذار موسیقی مدرن ارمنی را ساخت. در همان سال برایتکپف و هرتل مستقر در لایپزیک دو قطعه هنری از ادگار ماناس شامل "سوئیت برای پیانو" و "کوارتت زهی" را منتشر کرد. به زودی ماناس به رهبری گروه کر «کنار» (به ارمنی: Քնար) (Lyre) مرتبط با «لیگ جوان ارمنی کنستانتینوپل» برگزیده شد. در سال ۱۹۲۳ Hamelle مجموعه‌ای از ترانه‌های ماناس را که بر مبنای اشعار ارمنی که توسط Yetvart Kolandjian به فرانسه ترجمه شده بود به چاپ رساند. وی در آرامستان کلیسای کاتولیک پانگالتی در محله شیشلی استانبول به خاک سپرده شده‌است.